# Ion Lapedatu

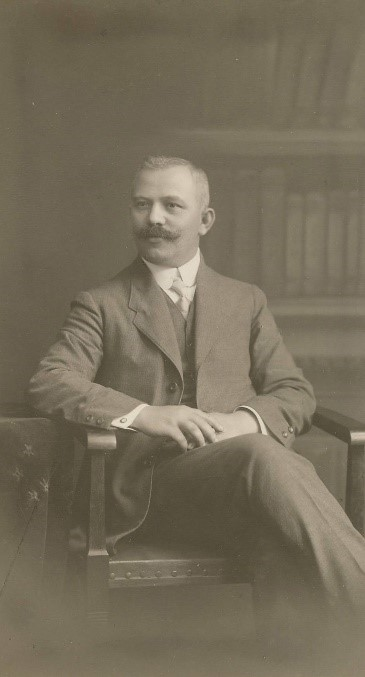
Ion Lapedatu

Ion Lapedatu (* 14. September 1876 in Săcele, Österreich-Ungarn; † 24. März 1951 in Bukarest, Rumänien) war ein rumänischer Politiker und Ökonom. Er war rumänischer Finanzminister (1926–1927), Gouverneur der Rumänischen Nationalbank (1944–1945) und Ehrenmitglied der Rumänischen Akademie (seit 1936).

## Leben

### Herkunft und Familie
Ion Lapedatu war der Sohn von Ioan Alexandru Lapedatu. Dieser war Lehrer für klassische Sprachen am griechisch-orthodoxen Gymnasium von Brașov (Kronstadt), dem heutigen Nationalen Kolleg „Andrei Șaguna“, sowie ein rumänischer Dichter, Prosaautor und Publizist in Siebenbürgen.
Ion Lapedatu hatte einen Zwillingsbruder, Alexandru Lapedatu – Historiker, Politiker und Präsident der Rumänischen Akademie. Sein Vater starb, als er eineinhalb Jahre alt war.
Lapedatu heiratete im Jahr 1907 Veturia Papp, die Tochter des orthodoxen Erzbischofs von Beiuș. Aus der Ehe stammten ein Sohn und eine Tochter.

### Studium und beruflicher Werdegang
Lapedatu besuchte die Grundschulen in seiner Heimatgemeinde und in Brașov, anschließend das Gymnasium in Iași und das griechisch-orthodoxe Gymnasium in Brașov. Danach absolvierte er die Realschule und die Höhere Handelsschule, wo er 1898 das Abitur mit Auszeichnung bestand.
Mit zwei Stipendien immatrikulierte er sich an der Orientalischen Handelsakademie und der Fakultät für Recht und Politikwissenschaften der Universität Budapest (heute Corvinus-Universität Budapest) und besuchte Vorlesungen des Seminars für Lehrkräfte höherer Handelsschulen. 1904 beendete er sein Studium und erwarb das Lehrerdiplom für höhere Handelsschulen. Das Angebot eines Lehrstuhls in Buda schlug er aus und kehrte stattdessen nach Siebenbürgen zurück.
Hier wurde er zunächst zweiter Sekretär der Siebenbürgischen Gesellschaft für Rumänische Literatur und Kultur des Rumänischen Volkes (ASTRA) in Sibiu (Hermannstadt) (1904–1905) und danach Sekretär an der Bank Ardeleana in Orăștie (Broos). Nach Praktika in Banken von Sibiu, Cluj (Klausenburg), Budapest und Wien wurde er 1906 Direktor der Ardeleana-Bank.
1911 wurde er Direktor, später Aufsichtsratsvorsitzender der „Allgemeinen Versicherungsbank“ von Sibiu, deren Gründung auf seine Initiative zurückgeht.
1922 wurde er zum ordentlichen Professor des Lehrstuhls für öffentliche und private Finanzen an der Akademie für Hohe Studien für Handel und Industrie in Cluj (heute Fakultät für Wirtschaftswissenschaften und Unternehmensführung der Universität Babeș-Bolyai) berufen. Dieses Amt übte er bis 1938 aus.
Von 1928 bis 1944 war er Direktor, dann Vizegouverneur und schließlich Gouverneur der Nationalbank Rumäniens.
1936 wurde Lapedatu Ehrenmitglied der Rumänischen Akademie. Bei der kommunistischen Säuberung der Institution wurde ihm im August 1948 die Mitgliedschaft entzogen, ihm aber post mortem im Jahr 1990 wieder zuerkannt.
Lapedatu war außerdem Aufsichtsrat unterschiedlicher Gesellschaften, darunter der Allgemeinen Versicherungsbank, der Bank Albina, der Stiftung Gojdu und der Sonametan, einer Gesellschaft zur Förderung des Erdgases in Siebenbürgen, deren Aktiva er von Ungarn und Deutschland für Rumänien erwarb und den Aufsichtsratsvorsitz übernahm.
Er unterstützte zudem u. a. bildende Künstler, schulische sowie verschiedene kirchliche Einrichtungen.
Außerdem war er Gründer und Aufsichtsratsvorsitzender einer "Veturia Lapedatu Stiftung" und war Vorstandsvorsitzender einer Stiftung zur Förderung rumänischer Journalisten in Siebenbürgen.

### Späte Jahre und Tod
Nach Einsetzung der Regierung Petru Groza im März 1945 verlor Lapedatu das Amt des Gouverneurs der Rumänischen Nationalbank. Die Pensionen wurden ihm unter dem Vorwand, dass er Einkünfte aus seinen Besitztümern habe, gestrichen. Zwischen 1945 und 1948 wurden alle seine Besitztümer verstaatlicht. Mittellos lebte er bei der Familie seiner Tochter. Nach einem Busunfall im Jahr 1947 war er ans Bett gefesselt. Dadurch entging er im Mai 1950 einer Inhaftierung, obwohl die Generaldirektion der Securitate gegen ihn ermittelte. Er verstarb nach langem Leiden und wurde auf dem Groaveri-Friedhof in Brașov beerdigt.

## Politisches Wirken
Lapedatu gehörte der Rumänischen Nationalpartei Siebenbürgens an, aus der er 1926 gemeinsam mit Vasile Goldiș und Ioan Lupaș austrat. Nach 1927 war er parteilos.
Er nahm an der Großen Nationalversammlung von Alba Iulia am 1. Dezember 1918 teil und stimmte für den Zusammenschluss Siebenbürgens mit Rumänien. Er wurde Mitglied des Großen Rumänischen Nationalrats Transsylvaniens und Generalsekretär für den Bereich Finanzen im Führungsrat von Transsylvanien, Banat und den rumänischen Gebieten in Ungarn.
Lapedatu wurde vier Mal in die Abgeordnetenkammer und zwei Mal als Senator des Vereinigten Rumäniens gewählt (1919–1931).
Von 1926 bis 1927 war er Finanzminister in der Regierung Alexandru Averescu.
Lapedatu war zudem in der Zeit von 1909 bis 1920 mehrfach Abgeordneter in der Erzbischöflichen Synode von Sibiu und im Nationalen Kirchenkongress (1917). Er war Assessor (Berater) im Verwaltungssenat des erzbischöflichen Konsistoriums (1912–1921) und im Konsistorium des Metropoliten von Siebenbürgen (ab 1921).

## Beiträge zur Entwicklung des Kredit- und Versicherungswesens
Als Sekretär der Delegation der rumänischen Banken der Konferenz der Direktoren der rumänischen Kreditinstitute, war er 1907 die treibende Kraft bei der Gründung der Gesellschaft Solidaritatea (Solidarität), die sich als ein „Wirtschaftsrat“ der rumänischen Gesellschaft in Siebenbürgen etablierte. Sie führte einheitliche Buchhaltungsmethoden und verpflichtende Prüfungen durch anerkannte, externe Sachverständige ein. Dadurch wurde eine Überwachung durch Regierungsstellen überflüssig, sodass potentielle Spannungen zwischen dem Zentralismus des Nationalstaates und den auf Selbstverwaltung bedachten Minderheiten vermieden wurden.
Lapedatu gilt als Begründer des Versicherungssystems für die Rumänen Siebenbürgens. Er veröffentlichte 1902 die erste einschlägige Abhandlung in der rumänischen Fachliteratur Siebenbürgens, und rief 1909 zur Gründung einer rumänischen Bank für Versicherungen auf, mit der Begründung, dass die in Siebenbürgen existierenden Institute Bedingungen vorschrieben, die von der rumänischen Bevölkerung schwerlich oder gar nicht erfüllt werden konnten. Im Mai 1911 wurde die Banca Generală de Asigurare (Allgemeine Versicherungsbank) ins Leben gerufen. Lapedatu wurde Generaldirektor bestellt, später Aufsichtsratsvorsitzender. Das Institut wurde zu einer der wichtigsten Versicherungsgesellschaften im vereinigten Rumänien.
Um die Agrarreform zu unterstützen, ergriff Lapedatu 1919 die Initiative zur Gründung einer Agrarbank, die mit Regierungserlass aus dem Jahr 1919 stattfand.

## Internationales Wirken
Im Auftrag der rumänischen Regierung nahm Lapedatu 1920 an der Internationalen Finanzkonferenz von Brüssel teil; leitete die Budapester Liquidationskommission um die öffentlichen und privaten Anliegen zwischen Rumänien und Ungarn nach dem Beitritt Siebenbürgens zu Rumänien abzuwickeln; schloss sich 1921 der rumänischen Delegation für die Reparationskommission von Paris an, um die Verteilung der öffentlichen Schulden Österreich-Ungarns zu verhandeln; und vertrat Rumänien auf der Konferenz der Nachfolgestaaten der Habsburgermonarchie in Rom (1922) und in Prag (1925).
Im Jahr 1936 erreichte Lapedatu eine gütliche Einigung mit dem Außenministerium Ungarns in der Frage der Hinterlassenschaften der Gojdu Stiftung, deren Ratifizierung durch König Karl II. von Rumänien im Mai 1938 und durch Ungarns Reichsverweser Miklós Horthy im Juni 1940 angekündigt wurde. Sie konnte allerdings wegen des Wiener Schiedsspruchs nicht umgesetzt werden, sodass die Angelegenheit bis heute offen blieb.
1928 verhandelte Lapedatu in Berlin das „Abkommen zur Beilegung der finanziellen Streitfragen zwischen Deutschland und Rumänien“ und unterschrieb es am 10. November 1928. Es wurde vom rumänischen Parlament am 1. Januar 1929 und vom Reichstag am 8. Februar 1929 ratifiziert. Als erster Wirtschaftsvertrag zwischen Deutschland und Rumänien in der Geschichte ersetzte es den Vertrag von Versailles als Grundlage der Beziehungen zwischen den beiden Staaten. Seitens Rumäniens ermöglichte das Abkommen die Staatsanleihe zur Stabilisierung der Währung wenige Monate vor dem Ausbruch der Weltwirtschaftskrise.
Im Auftrag der Nationalbank Rumäniens beteiligte sich Lapedatu an den vier Konferenzen der Emissionsbanken der Kleinen Entente (Bukarest 1934 und 1937, Belgrad 1936 und Prag 1936) und an den zwei Konferenzen der Emissionsbanken der Staaten der Balkanentente (Athen 1936, Ankara 1937).

## Publizistische Tätigkeit

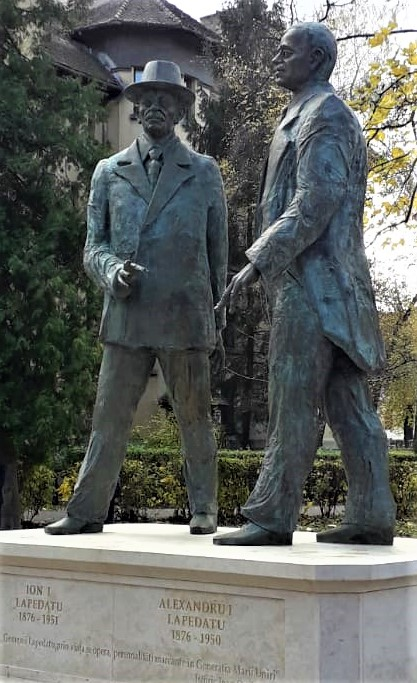
Doppelmonument der Brüder Lapedatu in Brașov, Rumänien

Lapedatu veröffentlichte neben 18 Sachbüchern und zwei Monographien u. a. zahlreiche Studien, allgemeine Wirtschaftsanalysen sowie Artikel und Kolumnen zu wirtschaftlichen, sozialen und politischen Fragen. Seine ersten Veröffentlichungen stammten aus seiner Schüler- und Studentenzeit. Als Student wirkte er 1902 bei der Gründung der Zeitschrift Luceafărul (Morgenstern) in Budapest mit und war Redaktionsmitglied.
Ab 1904 begann er eine langjährige Zusammenarbeit mit der Wirtschaftszeitschrift Revista Economică, wo er eine Reihe von Artikeln über das Rechnungswesen veröffentlichte, und von 1906 bis 1907 auch Direktor der Zeitschrift war.

## Auszeichnungen
- Orden Krone Rumäniens im Rang eines Kommandeurs, 1921
- Orden der Krone von Rumänien, Großkreuz mit Schleife (ru. Cordon), 1927
- Orden des Weißen Löwen (Řád Bílého lva), Großkreuz, von der tschechoslowakischen Regierung, 1936[7]

## Öffentliche Ehrungen (Auswahl)
Der Konferenzsaal der Nationalbank Rumäniens, regionale Zweigstelle Cluj, trägt den Namen Ion I. Lapedatu. Sein Porträt hängt in der Galerie der Gouverneure der Nationalbank Rumäniens. 2016 ließ die Nationalbank Rumäniens den Münzsatz Gouverneure der Nationalbank Rumäniens – Ion I. Câmpineanu, Mihail Manoilescu und Ion I. Lapedatu prägen. Gedenktafeln mit seinem Namen befinden sich u. a. in der Rumänischen Akademie, der Rumänischen Nationalbank und an seinem Geburtshaus in Săcele.
In Brașov wurde 2019 ein Doppelmonument der Gebrüder Ion und Alexandru Lapedatu errichtet.

## Schriften (Auswahl)
- Teoria asigurărilor asupra vieţii, Ed. Ciureu & Co, Braşov, 1902.
- Memorii şi amintiri, Hrsg.: Ioan Opriș, Institutul European, Iaşi, 1998, ISBN 973-586-073-2
- Ultimele însemnări, Hrsg.: Ioan Opriș, Städtisches Historisches Museum Brașov, 2006, ISBN 978-973-8424-43-2